# Night of the Kings
Night of the Kings (Originaltitel: La Nuit des Rois) ist ein französisch-kanadisch-ivorisches Filmdrama von Philippe Lacôte, der Anfang September 2020 bei den Internationalen Filmfestspielen in Venedig seine Premiere feierte.

## Handlung
Ein junger Straßenkrimineller, der in der ivorischen Hauptstadt Abidjan sein Unwesen trieb, wird nach „La Maca“ geschickt, einem Gefängnis mitten im Wald, das von seinen Gefangenen regiert wird. Dort pflegt man das Ritual des Geschichtenerzählens, mit dem sich die Gefangenen kontrollieren lassen.
Als der ältere Barbe Noire krank wird und damit seine Position als Boss zunehmend in Frage gestellt wird, soll Roman eine ganze Blutmondnacht hindurch eine Geschichte erzählen.

## Produktion
Die Prämisse des Films mit Roman, der um sein Leben fürchten muss, sollte er keine Geschichte erzählen können, orientiert sich an Scheherazade. Diese Hauptfigur aus der Rahmenhandlung der persischen Geschichten von Tausendundeiner Nacht und Tochter des Wesirs des persischen Königs Schahryâr muss diesem darin jeden Tag eine neue Geschichte erzählen, um nicht am nächsten Morgen getötet zu werden. Das Geschichtenerzählen ist gleichzeitig als eine Hommage an die Tradition des Griot zu verstehen, in Teilen Westafrikas ein berufsmäßiger Sänger, Dichter und Instrumentalist, der in einer bestimmten Form des Gesangs epische Texte als Preissänger, Geschichtenerzähler, Lehrer oder rein zur Unterhaltung vorträgt.

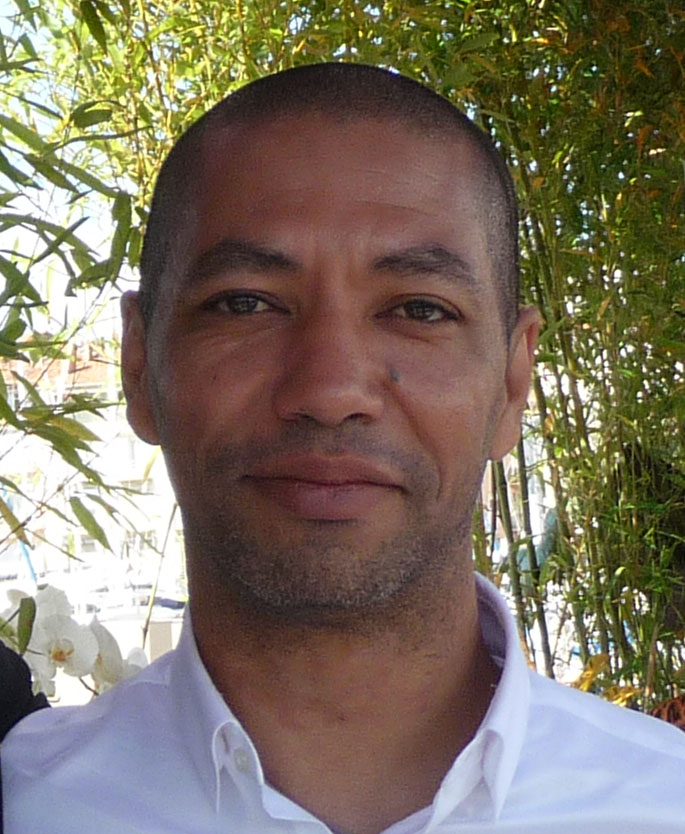
Regisseur Philippe Lacôte

Regie führte Philippe Lacôte, der den Film unter anderem mit der Unterstützung durch das TorinoFilmLab entwickelte. Im Jahr 2017 wurde der Arbeitstitel Zama King bekannt. Es handelt sich um den zweiten Spielfilm des französisch-ivorischen Filmemachers, der zusammen mit Delphine Jaquet auch das Drehbuch schrieb.
Gedreht wurde im Spätsommer und Herbst 2019 in der Elfenbeinküste. Die im Film gezeigte Stadt Abidjan war von 1933 bis 1983 die Hauptstadt des Landes. Das im Film als Handlungsort gewählte MACA in Abidjan galt als eines der überfülltesten Gefängnisse in Westafrika. Im Zuge der Regierungskrise 2010/11 wurden am 31. März 2011 alle 5.000 Gefangenen freigelassen und bewaffnet.
Die Filmmusik komponierte Olivier Alary. Das Soundtrack-Album mit insgesamt 15 Musikstücken wurde im Februar 2021 von Milan Records als Download veröffentlicht.
Eine erste Vorstellung erfolgte am 7. September 2020 bei den Internationalen Filmfestspielen in Venedig in der Sektion Orizzonti, wo sich Neon die Vertriebsrechte für die USA sicherte. Hiernach wurde er ab 10. September 2020 beim Toronto Internationale Film Festival gezeigt, wo er im Contemporary World Cinema nominiert war, sowie Ende September, Anfang Oktober 2020 beim New York Film Festival und beim Reykjavik International Film Festival. Ab Mitte Oktober 2020 wurde er beim Chicago International Film Festival in der Reihe Black Perspectives gezeigt und Ende Oktober 2020 bei der Viennale. Im Juli 2021 wird er beim Filmfest München gezeigt. Im Vorfeld der Filmfestspiele von Venedig sicherte sich Memento Films International die Rechte am Film.

## Rezeption

### Kritiken
Der Film wurde von 96 Prozent aller bei Rotten Tomatoes erfassten Kritiker positiv bewertet und erhielt 7,6 von möglichen 10 Punkten. Auf Metacritic erhielt der Film einen Metascore von 82 von 100 möglichen Punkten.

### Auszeichnungen (Auswahl)
Night of the Kings wurde von der Elfenbeinküste als Beitrag für die Oscarverleihung 2021 in der Kategorie Bester Internationaler Film eingereicht und wurde im Februar 2021 als einer von 15 Filmen in eine Vorauswahl der Academy of Motion Picture Arts and Sciences aufgenommen. Zudem gelangte er in die Vorauswahl als Bester fremdsprachiger Film für die Golden Globe Awards 2021 und in eine Vorauswahl für den Europäischen Filmpreis 2021. Im Folgenden weitere Auszeichnungen und Nominierungen.
African-American Film Critics Association Awards 2021
- Auszeichnung als Bester ausländischer Film[21]

Black Film Critics Circle Awards 2021
- Auszeichnung als Bester fremdsprachiger/ausländischer Film[22]

Black Reel Awards 2021
- Auszeichnung als Bester fremdsprachiger Film[23]

Chicago International Film Festival 2020
- Nominierung im internationalen Wettbewerb
- Auszeichnung mit dem Silver Hugo für die Beste Kamera (Tobie Marier-Robitaille)[13][24]

Filmfest München 2021
- Nominierung im Wettbewerb CineVision

Independent Spirit Awards 2021
- Nominierung als Bester internationaler Film[25]

International Film Festival Rotterdam 2021
- Auszeichnung mit dem Preis der Jugend-Jury (Philippe Lacôte)[26]

Internationales Filmfestival Thessaloniki 2020
- Nominierung im internationalen Wettbewerb
- Auszeichnung mit dem Artistic Achievement Award (Philippe Lacôte)[27][28]

NAACP Image Awards 2021
- Auszeichnung als Bester internationaler Spielfilm[29]

Palm Springs International Film Festival 2021
- Aufnahme in die Liste „10 Directors to Watch“ (Philippe Lacôte)[30]

Toronto International Film Festival 2020
- Nominierung im Contemporary World Cinema (Philippe Lacôte)
- Auszeichnung mit dem Amplify Voices Award